# 天涯歌女 (無綫電視劇)
《天涯歌女》（英語：Song Bird）是香港電視廣播有限公司製作的電視連續劇，全劇共20集，由蕭笙擔任監製，主要演員包括黎明、陳松齡、關禮傑、戴志偉、譚炳文、柳影虹等，於1989年12月在翡翠台首次播出，其後分別於2009年8月在無綫經典台「我們的...黎明」每周一至五連續播映五集及2017年5月1日在TVB經典台重播。

## 製作
《天涯歌女》以1930至1940代歌手周璇的一生為故事題材，最初屬意由郭晉安和周海媚擔任男、女主角，惟二人均沒有演出檔期，其後改由黎明和陳松齡演出，此劇是其後被稱為「香港四大天王」的黎明和郭富城唯一合作演出的電視劇集，主題曲〈歲月留聲〉由顧嘉煇作曲、鄭國江填詞、陳松齡主唱。此劇合共有29首插曲，其中以〈天涯歌女〉、〈特別快車〉及〈扁舟情侶〉為主要插曲，〈天涯歌女〉由嚴華作曲、鄭國江填詞、陳松齡主唱；〈特別快車〉及〈扁舟情侶〉由顧嘉煇作曲、鄭國江填詞，在劇中由黎明及陳松齡合唱，但由於二人所屬不同的唱片公司，因此在灌錄唱片時改由溫兆倫與陳松齡合唱，4首歌曲收錄在陳松齡的個人音樂專輯《天涯歌女》。

## 劇情大綱
此劇以1930年代的上海為時代背景，劇情講述周小紅（陳松伶飾）的生母李若嫻（胡美儀飾）未婚懷孕，由於沒有能力撫養女兒而將她送予周大偉（譚炳文飾）及其小老婆葉豔鳳（柳影虹飾）。大偉染上毒癮，導致家道中落，小紅在艱苦的環境下長大。大偉因欠下賭債而將小紅賣到妓寨，小紅逃走期間竄入歌舞團「明月社」的廚房，團長黎子暉（葉振棠飾）與惡霸交涉，替小紅贖身，讓小紅在歌舞團當傭工，期間遭到團員綠萍（何嘉麗飾）敵視。
歌唱家嚴子華（黎明飾）加盟「明月社」，對小紅愛護有加，並推薦小紅加入「明月社」成為歌手。為了建立小紅的自信，子華陪伴小紅上台合唱，使到小紅的知名度日增。日本侵略中國東北，「明月社」舉行抗戰籌款義演，小紅的歌曲中一句「與敵人周旋於沙場上」獲得全場掌聲，於是改藝名為周璇。後來「明月社」的台柱歌手被拉攏去拍電影，生意一落千丈，子暉決定解散「明月社」，大偉見周璇失業，施計灌醉周璇並安排她接客，雪文（馬海倫飾）發現後找子華將周璇救走，並介紹她到電台工作。周璇代表電台參加歌唱比賽獲得亞軍，並得到「金嗓子」的稱譽，同時獲樓建中邀請簽約成為演員，開始發展其演藝事業，更一炮而紅。
周璇從大偉口中得知自己的養女身世，欲尋找生母，輾轉來到妓院找到若嫻，若嫻不想自己的身份影響到女兒的前程，拒絕與周璇相認，綠萍從中作梗，借此事離間周璇與子華之間的感情。周璇幾經波折，在父母及他人的阻止下，終於與子華結為夫妻，並懷有身孕。建中視周璇為搖錢樹，不斷開新戲給她演出，藉以圖利，更把周璇困在戲棚內，要她日以繼夜趕戲，周璇體力不支流產，身心受創，因抑鬱而經常向子華發脾氣。子華栽培新晉歌手，被建中抹黑二人有染，周璇信以為真，夫妻間經常起衝突，其後樓建中故意製造緋聞，令子華與周璇之間的誤會更深，二人最終離婚收場。
周璇不想被日本人利用作為宣傳日本的工具，決定息影，卻被良昆威逼拍新片，工作壓力沉重。周璇念念不忘子華，良昆從中作梗，阻止周璇與子華復合。周璇在情緒低落的時候遇上羅浩德（關禮傑飾），浩德表面為布廠東主，實際卻是一名空心老倌，覬覦周璇名氣錢財，乘虛而入，向周璇示愛。周璇墮入陷阱，答應與浩德同居，期間偶遇子華，發現子華已經另結新歡。周璇大為失落，與浩德發生關係，更因此而懷孕，浩德趁機騙財，得手後拋棄周璇，周璇再次受刺激，精神陷於破裂邊緣。

## 演員與角色
以下是《天涯歌女》的主要演員及其所飾演的角色：

### 真實角色
| 演員                       | 飾演角色             | 真實人物 | 角色簡介                                                                                     |
| -------------------------- | -------------------- | -------- | -------------------------------------------------------------------------------------------- |
| 黎明                       | 嚴子華               | 嚴華     | 來自北京的歌唱家，溫文爾雅，樂於助人，有一兄及一嫂，獲黎子暉邀請到上海加盟「明月社」歌舞團。 |
| 陳松齡、張碧琪（童年時期） | 周小紅（藝名：周璇） | 周璇     | 出身於單親家庭，其後被養父賣到妓院，獲「明月社」歌舞團收留，繼而成為歌手及演員並一炮而紅。   |
| 葉振棠                     | 黎子暉               | 黎錦暉   | 「明月社」歌舞團團長，為人正義愛國。                                                         |
| 關禮傑                     | 羅浩德               | 朱懷德   | 布廠東主，貪圖周璇的財富而向周璇示愛，得手後拋棄已經懷孕的周璇。                             |
| 林利                       | 趙青                 | 趙丹     | 與周璇合作演出電影《馬路天使》，被人抹黑與周璇有不尋常的關係，其後協助周璇與嚴子華離開上海。 |

### 其他角色
- 郭富城 飾 王俊俊（明月社團員）[10]
- 馬海倫 飾 張雪文
- 田永加 飾 醫生
- 陳沛雯
- 曾慧雲 飾 護士
- 胡美儀 飾 李若嫻
- 馮瑞珍 飾 尼姑
- 譚炳文 飾 周大偉
- 柳影虹 飾 葉艷鳳
- 河國榮 飾 遊客
- 邱沛霖
- 梁愛 飾 大媽
- 陳俊傑
- 馬慶生
- 曹德堅
- 曾健明
- 梅蘭
- 陳子豪
- 黃英權
- 何禮男
- 林家棟 飾 流氓
- 陳均榕
- 梅小惠 飾 秦莉
- 方曉虹 飾 王美美
- 何嘉麗 飾 綠萍
- 李成昌 飾 高百其
- 黎耀祥 飾 朱家豪
- 王鴻琴 飾 明月社社員
- 李桂英 飾 明月社社員
- 飾 明月社社員
- 凌漢 飾 鄧老板
- 馮國 飾 周來富
- 徐寶麟
- 王維德 飾 蕭先生
- 鄭藩生
- 吳瑞庭
- 江明輝
- 鄭維嘉
- 黃思恩
- 李國平
- 虞天偉 飾 周來富朋友
- 張志強
- 林文龍 飾 流氓
- 李煌生
- 戴志偉 飾 樓建中
- 黃德斌 飾 樓建中手下
- 譚兆明 飾 樓建中手下
- 曾耀明
- 李龍基 飾 谷超
- 陳中堅 飾 劉處長
- 楊子韜 飾 容七郎
- 林健輝
- 許實賢
- 劉樑發
- 曾守明
- 冼寶華
- 龍軒
- 楊子韜
- 白蘭
- 羅慧虹
- 蔡齡齡 飾 鮑紅
- 葉碧雲
- 陳榮峻 飾 嚴子華大哥
- 劉超帆
- 焦雄 飾 三爺
- 褚肇祺
- 袁忠義
- 駱應鈞 飾 袁牧之
- 劉鳳婷
- 陳勉良
- 徐威信 飾 秦威
- 陳國志 飾 記者
- 麥長青 飾 記者
- 佩雲 飾 陳師太
- 陳穎芝
- 潘艷英
- 陳玉麟
- 許逸華
- 方輝強
- 葉碧雲 飾 嚴大嫂
- 鄧煜榮 飾 神父
- 麥天恩 飾 馮良坤
- 楊小揚 飾 馮良坤手下
- 潘文柏 飾 馮良坤手下
- 黎冠成 飾 嚴子華朋友
- 李藹菲 飾 秘書
- 林美君
- 黎壁光 飾 魏政
- 承恩 飾 林玉富
- 廖麗麗
- 石毅魂
- 林韋辰 飾 醫生
- 韓俊 飾 韋仕
- 崔嘉寶 飾 張小雲
- 王敏明 飾 珍妮
- 陸應康 飾 蔣老板
- 麥皓為
- 侯蔚雲 飾 梁慧虹

## 迴響
周璇的小兒子周偉得悉開拍此劇後，主動將一份關於周璇的資料寄給無綫電視，相隔一段時間後再度去信無綫電視，要求收取版權費，而周璇的大兒子周民亦去信無綫電視董事局，表示其弟周偉所提供的周璇故事並不正確，要求無綫電視不要根據有關的資料製作此劇，監製蕭笙與電視台高層商量後，認為此劇並沒有使用周偉提供的資料，因此不必支付有關的版權費，同時向周民承諾在編寫劇本時不會歪曲事實，並分別向二人回信致謝。

## 影碟發行
以下影碟發行由電視廣播(國際)有限公司授權：
香港發行代理商現代音像(國際)有限公司於2000年推出發行了《天涯歌女》VCD影碟零售版本，此影碟將已播放的集數並製作成10隻碟版本，每隻碟跟電視劇的每集片長約60分鐘一樣，設有粵語及國語發音版本並配上繁體中文字幕。